# Tysktjärnen, Dalarna
Tysktjärnen är en sjö i Rättviks kommun i Dalarna och ingår i Dalälvens huvudavrinningsområde.